# A Lỗ Hồn
Arghun Khan (Chữ Kirin Mông Cổ: Аргун хан; Tiếng Mông Cổ:ᠠᠷᠭᠤᠨ) là vị vua thứ tư của nhà Y Nhi hãn quốc. Ông là con trai của A Bát Cáp, và giống như cha mình, là một nhà Phật tử thuần thành (mặc dù ủng hộ Thiên chúa giáo).

## Thân thế ban đầu
Arghun được sinh vào ngày 8 tháng 3 năm 1259 (mặc dù Rashid al-Din nói rằng đó là vào năm 1262, điều này khó xảy ra) ở gần Baylaqan.